# Krotoșîn, Pustomîtî
Krotoșîn (în ucraineană Кротошин) este o comună în raionul Pustomîtî, regiunea Liov, Ucraina, formată numai din satul de reședință.

## Demografie
Componența lingvistică a comunei Krotoșîn
     Ucraineană (99,81%)
     Alte limbi (0,19%)
Conform recensământului din 2001, majoritatea populației comunei Krotoșîn era vorbitoare de ucraineană (99,81%), existând în minoritate și vorbitori de alte limbi.